# بنو إشقيلولة

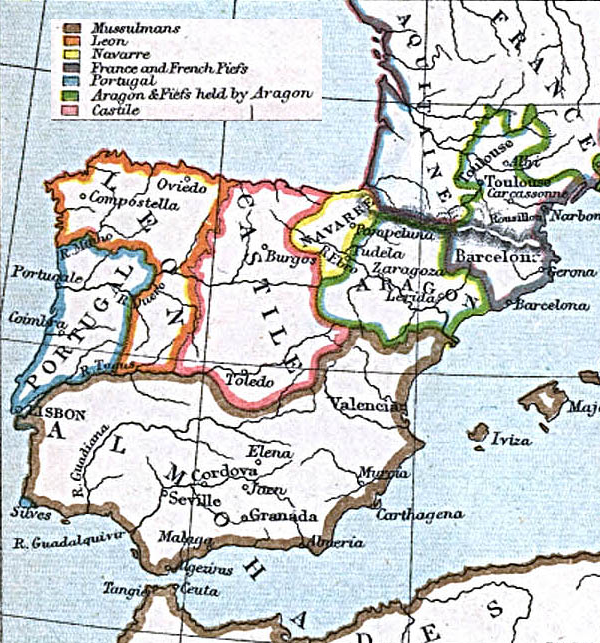
خريطة الممالك الأندلسية، 1210

بنو إشقيلولة هم سلالة أندلسية حكمت مالقة ووادي آش. ساعدوا محمد بن الأحمر في تأسيس مملكة غرناطة، لكن تمردوا لاحقًا على السلاطين من بعده، مما جعل من بني إشقيلولة واحدة من أكثر العائلات نفوذاً في الأندلس في القرن الثالث عشر. كانت عشائر إشقيلولة واحدة من العشائر التي تمكنت من المناورة بأنفسهم في مواقع الصدارة والتأثير في ظل حكم الأسرة النصرية. برزت العائلة لأول مرة في عام 1232، عندما ساعد زعيمهم أبو الحسن علي بن أشقيلول التوجيبي الأسرة النصرية خلال غزو غرناطة. وخلال السنوات العشرين الأولى من حكم النصريين في غرناطة، عمل بني إشقيلولة بشكل وثيق مع بني الأحمر، فساعدوهم في غزو إشبيلية الذي لم يدم طويلاً. وكمكافأة على خدمتهم، مُنح أسقيلولا حكمًا في الأراضي النصرية في مالقة ووادي آش وبسطة.